# Draksådd

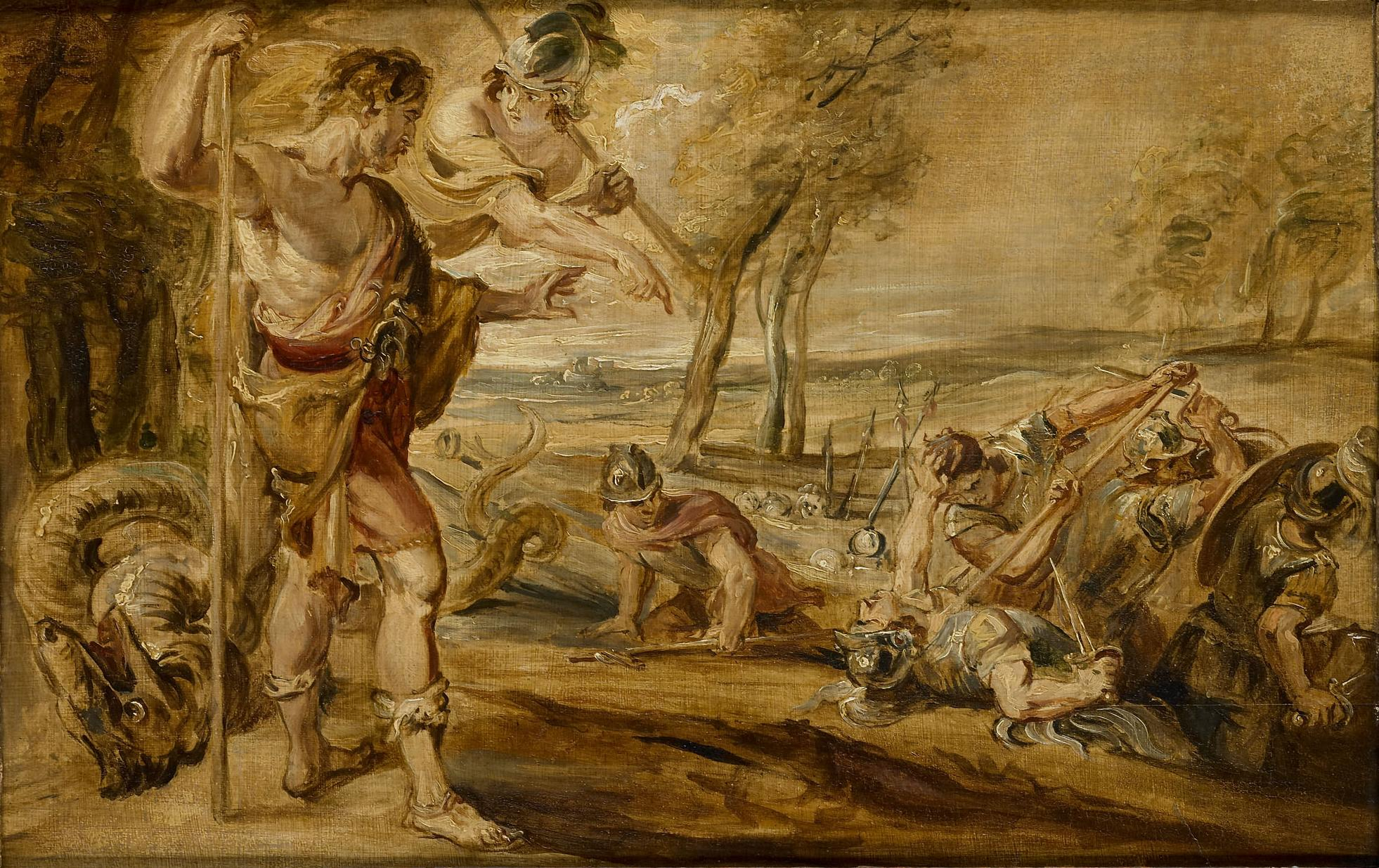
Kadmos sår en draksådd.

Med draksådd menas utspridande av fördärvbringande åsikter eller läror, eller en handling som leder till ödesdigra följder. Begreppet härstammar från den forngrekiska sagan om Jason där Kadmos sådde draktänder och ur sådden såg vapenklädda män stiga upp vilka ville förgöra honom.